# Lars Jørgen Madsen
Lars Jørgen Madsen (Beldringe, Vordingborg, Sjælland, 19 de juliol de 1871 - Harridslev, Randers, Jutlàndia Central, 1 d'abril de 1925) va ser un tirador danès que va competir a finals del segle xix i durant el primer quart del segle xx.
El 1900 va prendre part en els Jocs Olímpics de París, en què disputà cinc proves del programa de tir olímpic i guanyà una medalla d'or en la prova de Rifle militar, dempeus. Vint anys més tard, el 1920, tornà a guanyar una medalla d'or en la prova de rifle militar, 300 metres drets per equips als Jocs Olímpics d'Anvers. En el seu palmarès també hi ha dues medalles de plata, als Jocs d'Estocolm de 1912 en la prova de rifle lliure a 300 metres i el 1920 en rifle militar a 300 metres; i una de bronze el 1912 en la prova de rifle lliure, 3 posicions 300 metres per equips.